# 宇部工业短期大学
宇部工业短期大学（日语：／ Ube Kōgyō Tanki Daigaku *）是过去一所位于日本山口县宇部市的国立短期大学。

## 概要

### 简介
- 日本国立短期大学之一、不同时设置国立大学。短期大学为于1961年开办[1]。同时开始招収男女学生、以后招生到1964年[2]、停办于1966年[3]。

### 历史
- 1961年 宇部工业短期大学成立并同时设置两个学科、以下列举。
  - 机械科:招生定额是80名[3]、学生数77（不含女学生）[4]
  - 电机科：招生定额是40名[3]、学生数42（不含女学生）[4]
- 1964年 最后一年招生、次年停止招生（正式停办于1966年3月31日[3]）。

## 学校环境
- 校区：在了山口县宇部市[注 1]

## 历任校长
- 田中晃：第一代短期大学校长[4]。
- 山县清：最后短期大学校长[5]。

## 组织

### 学科
- 机械科
- 电机科

### 专科
| - 没有 |

### 业余课程
| - 没有 |

## 相关链接
- 日本短期大学列表
- 山口大学工业短期大学部